# Кукуйка (деревня)
Кукуйка — деревня в Даниловском районе Ярославской области. Входит в состав Даниловского сельского поселения.

## География
Находится в северо-восточной части Ярославской области на расстоянии приблизительно 11 км на север-северо-запад по прямой от железнодорожного вокзала города Данилова, административного центра района.

## История
Деревня была отмечена ещё на карте 1798 года. В 1859 году здесь (деревня Даниловского уезда Ярославской губернии) было учтено 4 двора, в 1898 — 5, в 1978 — 8.

## Население
Численность населения: 24 человека (1859 год), 0 как 2002 году, так и в 2010, 7 человек на 2023 год.